# Trofeu FAE
El Trofeu FAE (de "Foment Automobilisme Esportiu") fou una fórmula promocional de competició de ral·li organitzada pel Reial Automòbil Club de Catalunya (RACC) entre el 1978 i el 2007. El Trofeu anava adreçat a pilots menors de 22 anys amb llicència federativa catalana que encara no l'haguessin estrenada en competició -és a dir, debutants-, els quals havien de competir-hi amb automòbilss de fabricació estatal (FN) completament de sèrie (Grup 1, més tard ampliat al Grup A) de fins a 1.150 cc. Tot i que es primava l'especialitat dels ral·lis, el Trofeu incloïa també pujades de muntanya, totes elles dins els Campionat de Catalunya de ral·lis i el de muntanya.
Un any després de la creació d'aquest Trofeu, el RACC llançà una fórmula promocional semblant, el Volant RACC, encara vigent actualment. D'ençà d'sleshores, els tres primers classificats del Trofeu FAE quedaven automàticament classificats per al Volant RACC de l'any següent.

## Palmarès
Font:
| Any  | Pilot                     |
| ---- | ------------------------- |
| 1978 | Genís Serrat              |
| 1979 | Joan Ramon Rodríguez      |
| 1980 | Juan José Lencina         |
| 1981 | Francisco Javier Manjarin |
| 1982 | Dionisio Muñoz            |
| 1983 | Sergi Beltran             |
| 1984 | Enric Rosselló            |
| 1985 | Josep Maria Junoy         |
| 1986 | Dídac Lorente             |
| 1987 | Xavier Gómez              |
| 1988 | Joan Jordi Mallorca       |
| 1989 | Ernest Arisa              |
| 1990 | Jeroni Vives              |
| 1991 | Pere Basora               |
| 1992 | David Gilera              |
| 1993 | Josep Maria Malagarriga   |
| 1994 | Joan Franquet             |
| 1995 | Roger Escribà             |
| 1996 | Marc Blázquez             |
| 1997 | Héctor Soler              |
| 1998 | Sergi Rodríguez           |
| 1999 | Jaume Darné               |
| 2000 | Albert Peñalba            |
| 2001 | Xevi Font                 |
| 2002 | Joan Sánchez              |
| 2003 | Ricard Alcaraz            |
| 2004 | ?                         |
| 2005 | ?                         |
| 2006 | ?                         |
| 2007 | José Antonio González     |